# Kočkurovo
Kočkurovo (in russo Кочкурово?; in lingua erza: Кочкур веле) è un villaggio della Repubblica di Mordovia, Russia. È il centro amministrativo del distretto Kočkurovskij.
È situato 28 km a sud-est della capitale Saransk.